# Mucuna huberi
Mucuna huberi är en ärtväxtart som beskrevs av Adolpho Ducke. Mucuna huberi ingår i släktet Mucuna och familjen ärtväxter. Inga underarter finns listade i Catalogue of Life.